# Cyclopentanol
Cyclopentanol is een organische verbinding met als brutoformule C5H10O. Dit cyclisch alcohol komt voor als een kleurloze vloeistof, die matig oplosbaar is in water. Cyclopentanol komt in kleine hoeveelheden voor in passievruchten.

## Synthese
Cyclopentanol kan bereid worden door reductie van cyclopentanon met natriumboorhydride:
{\displaystyle {\ce {4C5H8O + NaBH4 + 2H2O -> 4C5H9OH + NaBO2}}}

## Toepassingen
De dehydratie van cyclopentanol leidt tot vorming van cyclopenteen:
{\displaystyle {\ce {C5H9OH -> C5H8 + H2O}}}
Cyclopentanol wordt gebruikt bij de bereiding van geneesmiddelen, cosmetica en herbiciden. Verder wordt het gebruikt als bouwsteen in de organische synthese.